# Vieng Xai
Vieng Xai (laotisch: ວຽງໄຊ oder ເມືອງວຽງໄຊ, ALA-LC: vīang sai bzw. mư̄ang vīang sai, ausgesprochen [ʋíːə̯ŋ sáj], auch Viengxay, Vieng Xay, Viang Xai, Viengsay, Vieng Say oder Vieng Sai geschrieben) ist eine Stadt in der Provinz Houaphan, im Osten von Laos. Die Stadt hat 32.800 Einwohner (Stand: 2000).

## Geografie
Vieng Xai befindet sich 29 Kilometer östlich von der Provinzhauptstadt Sam Neua an der Nationalstraße 6 und 55 Kilometer vom nächsten Grenzübergang nach Vietnam entfernt. Die Stadt liegt in einem Tal, umgeben von Bergen und höhlendurchsetzten Kalksteinfelsen.

## Geschichte/Höhlen

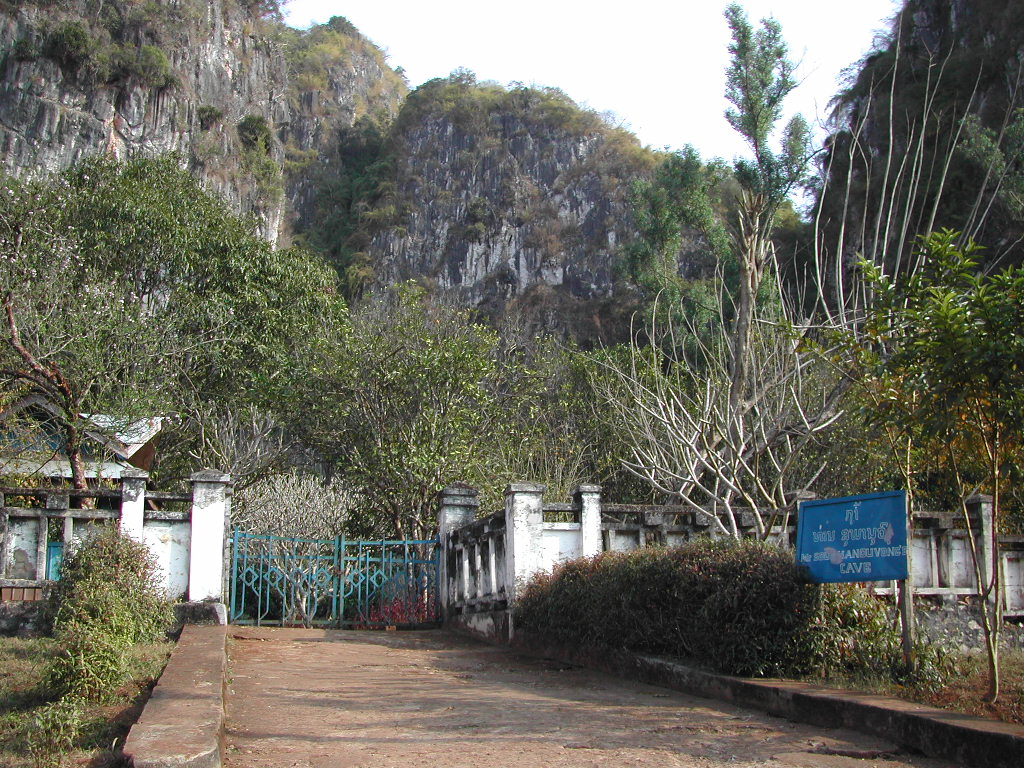
Eingang zur Höhle von Prinz Souphanouvong

Während der Zeit des Indochinakrieges, von 1964 bis 1973, hatte die prokommunistische Befreiungsbewegung Pathet Lao in Vieng Xai ihr Hauptquartier aufgeschlagen und die Führungsriege nutzte etliche Höhlen als Wohnungen und Schutzräume. In und um Vieng Xai gibt es 102 bekannte Höhlen, von denen zwölf während des Krieges genutzt wurden. Die Höhlen waren aus der Luft nahezu unangreifbar und boten daher sicheren Schutz. 
Hier lebten unter anderem der Prinz Souphanouvong, die späteren Präsidenten Nouhak Phoumsavanh und Khamtay Siphandone sowie der spätere Premierminister und Präsident Kaysone Phomvihane. Es waren jedoch keine reinen Wohnplätze. So hatten die genutzten Höhlen neben Schlafräumen auch Bibliotheken, Besprechungszimmer, Waffenkammern, ein Zimmer für die Parteiführung und andere mehr. Weitere Höhlen dienten als Krankenhaus, Weberei, Druckerei, Schulen und ein Theater. Die Parteiführung war somit unabhängig von externer Versorgung. Zirka 20.000 Personen lebten jahrelang in dem Höhlenkomplex, welcher fast pausenlos Ziel von B-52-Bombern der Amerikanischen Luftwaffe war. Nur nachts konnten die Bauern ihre Reisfelder bestellen und ihre Büffel weiden. Das Gebiet gilt als eines am stärksten bombardierte Gebiet der Erde und auch heute noch stellen Blindgänger eine große Gefahr dar und kosten jährlich hunderte von Menschenleben.
Bis Mitte der 1990er Jahre hielt die Regierung die Höhlen geschlossen. Heute sind ein Dutzend von ihnen für die Öffentlichkeit zugänglich und stellen die größte touristische Attraktion der Stadt dar.

## Galerie

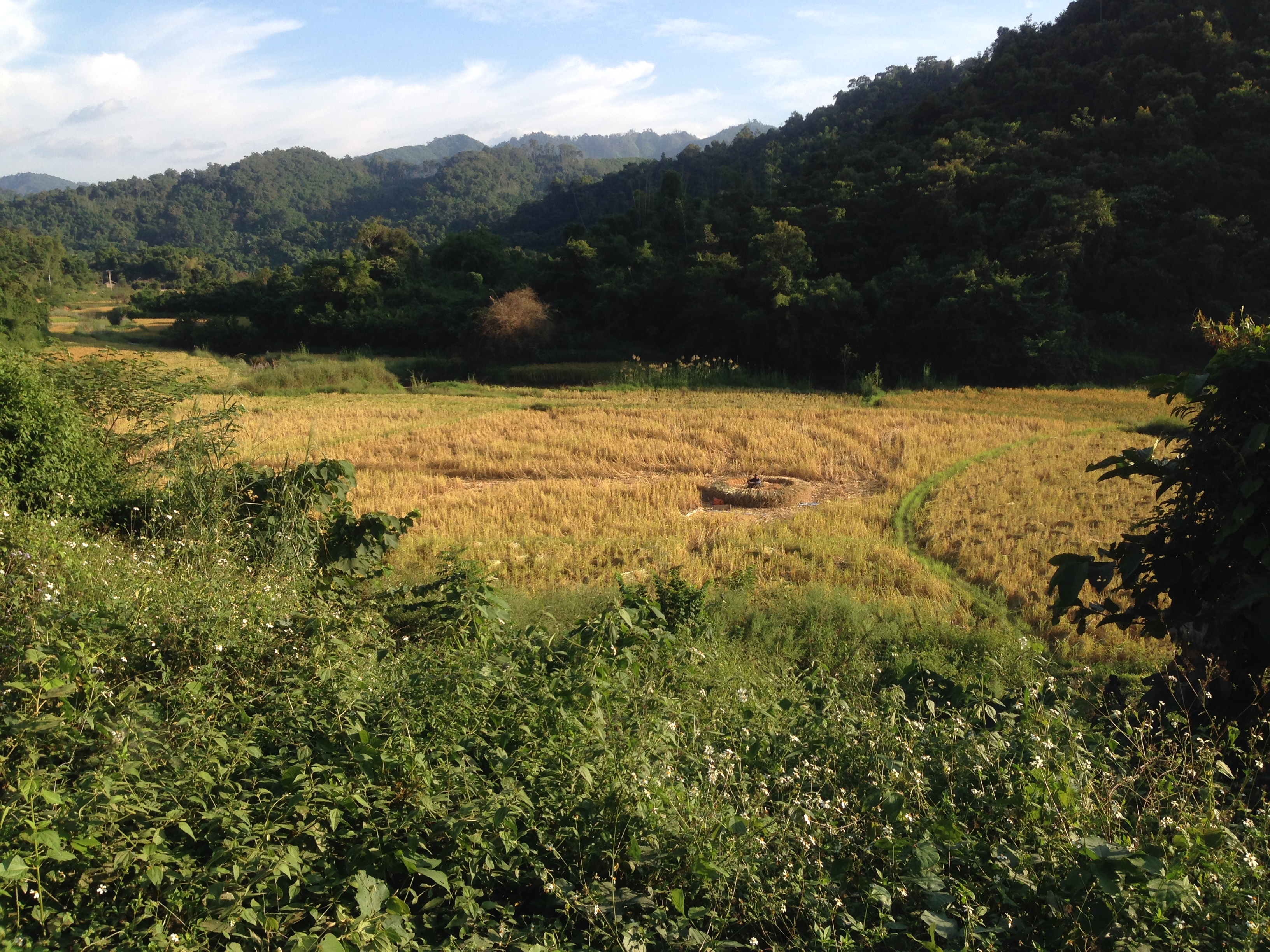
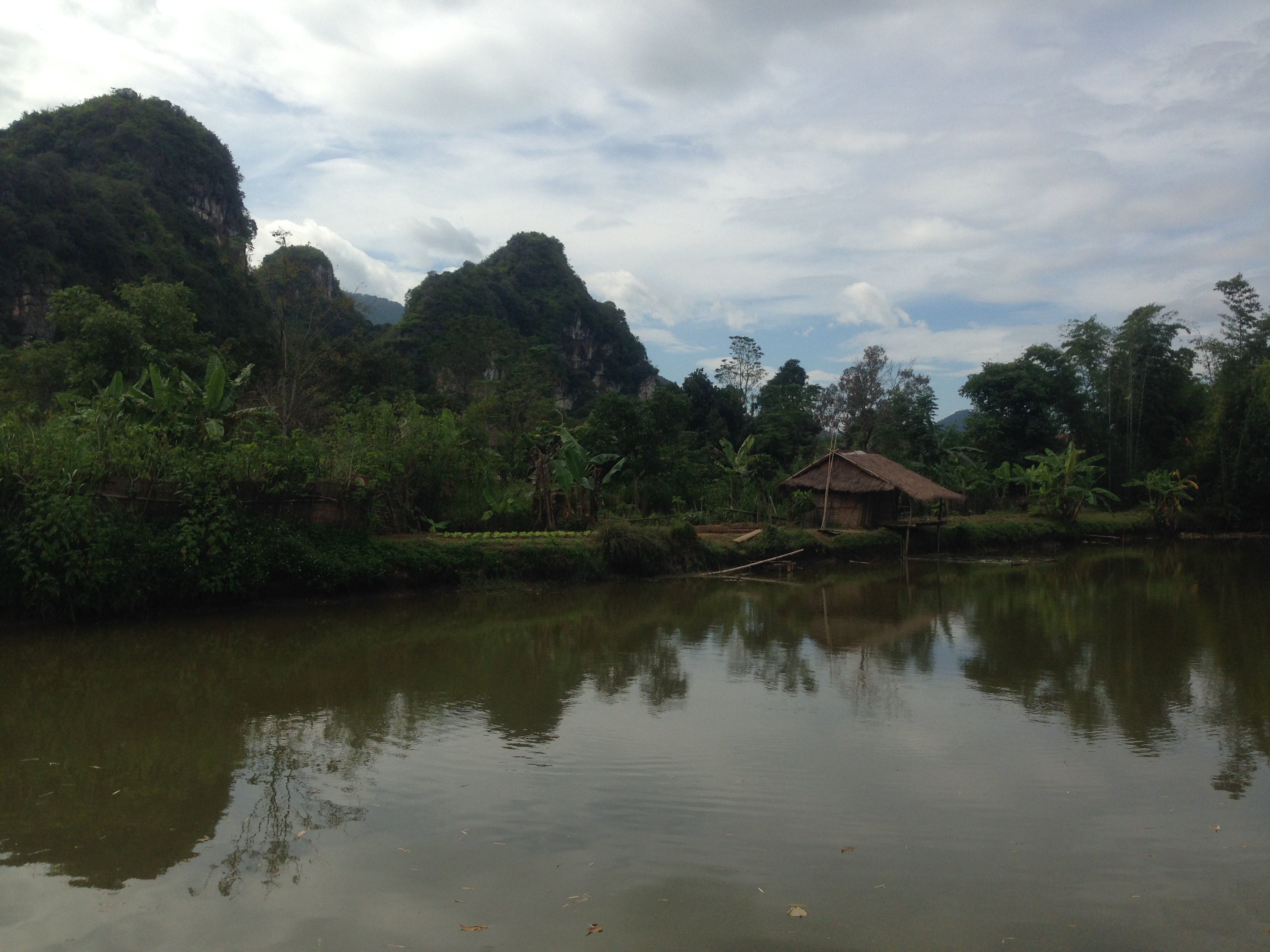
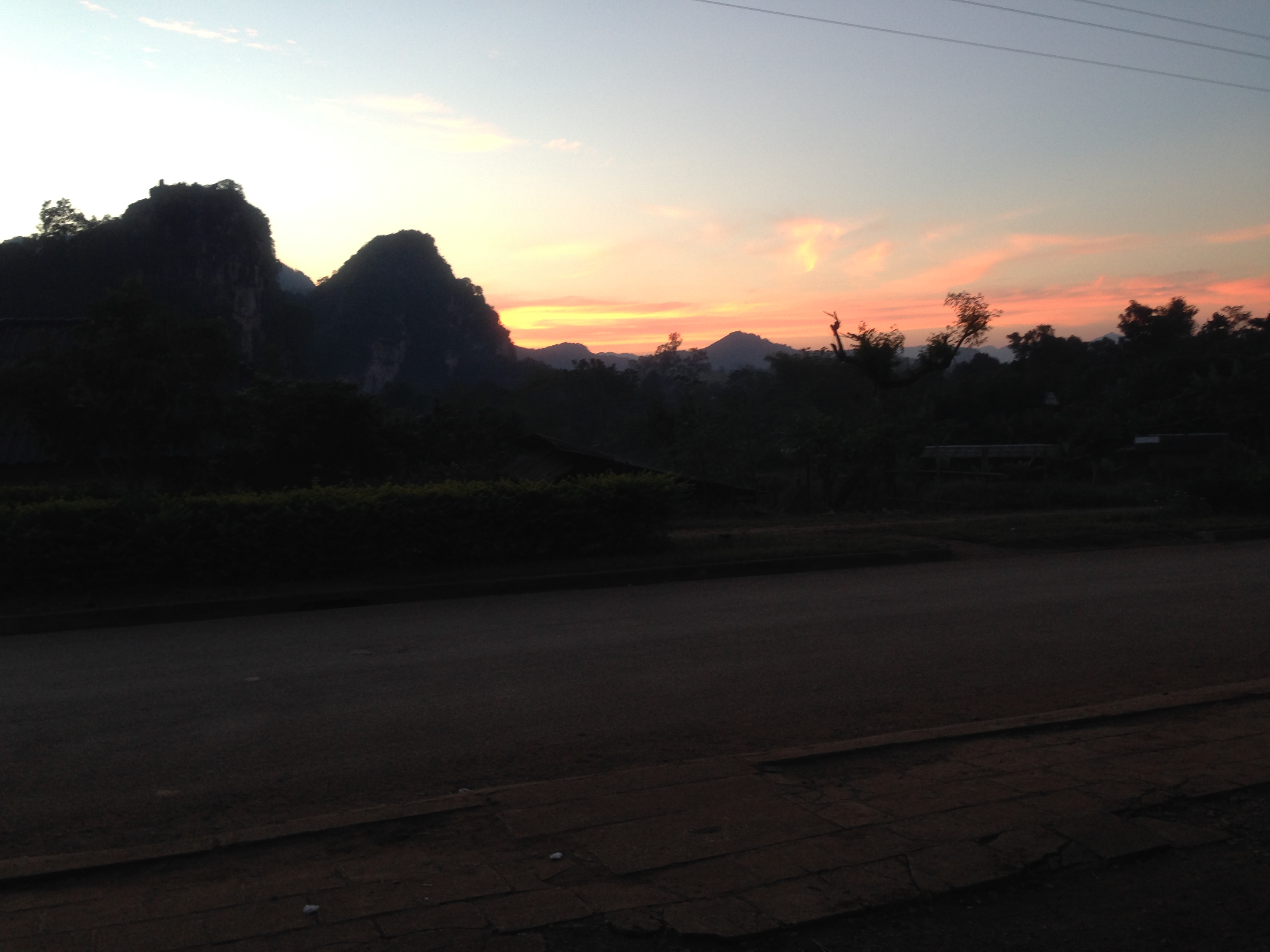